# Llanbradach and Pwllypant
Llanbradach and Pwllypant är en community i Storbritannien.   Den ligger i kommunen Caerphilly och riksdelen Wales, i den södra delen av landet, 210 km väster om huvudstaden London.
Den största orten är Llanbradach.